# Mutsumi
Mutsumi (jap. むつみ, ムツミ) – żeńskie imię japońskie, użwane także jako nazwisko, rzadko używane jako imię męskie. 

## Znane osoby
- Mutsumi Fukuhara (睦), japońska piosenkarka
- Mutsumi Fukuma (むつ美), japońska aktorka i piosenkarka
- Mutsumi Inomata (むつみ), japońska ilustratorka i animatorka
- Mutsumi Sasaki (むつみ), japoński mangaka
- Mutsumi Takayama (睦美), japońska łyżwiarka figurowa
- Mutsumi Tamura (睦心), japońska seiyū

## Fikcyjne postacie
- Mutsumi Aasu (むつみ), bohaterka mangi i OVA Puni Puni Poemi
- Mutsumi Akiyoshi (夢津美), bohaterka serii Dear Boys
- Mutsumi Mitsuba (ムツミ), bohaterka mangi i anime Seitokai Yakuindomo
- Mutsumi Otohime (むつみ), jedna z głównych bohaterek serii Love Hina
- Mutsumi Sendō (六実), bohaterka mangi i anime Seikon no Qwaser